# Woudbloem
Woudbloem is een dorp in de gemeente Midden-Groningen in de Nederlandse provincie Groningen.
Het dorp is ontstaan rond de aardappelmeelfabriek De Woudbloem, die werd gesticht in 1904. Na sluiting van de fabriek in 1967 liep het aantal inwoners terug tot ruim honderd. Woudbloem vormt een hechte gemeenschap met een bloeiend verenigingsleven. 
Na het 100-jarig bestaan in 2004 werd in 2005 een kunstwerk langs de Scharmer Ae geplaatst met daarop het embleem van het dorpje: een klavertjevier.

## Geografie

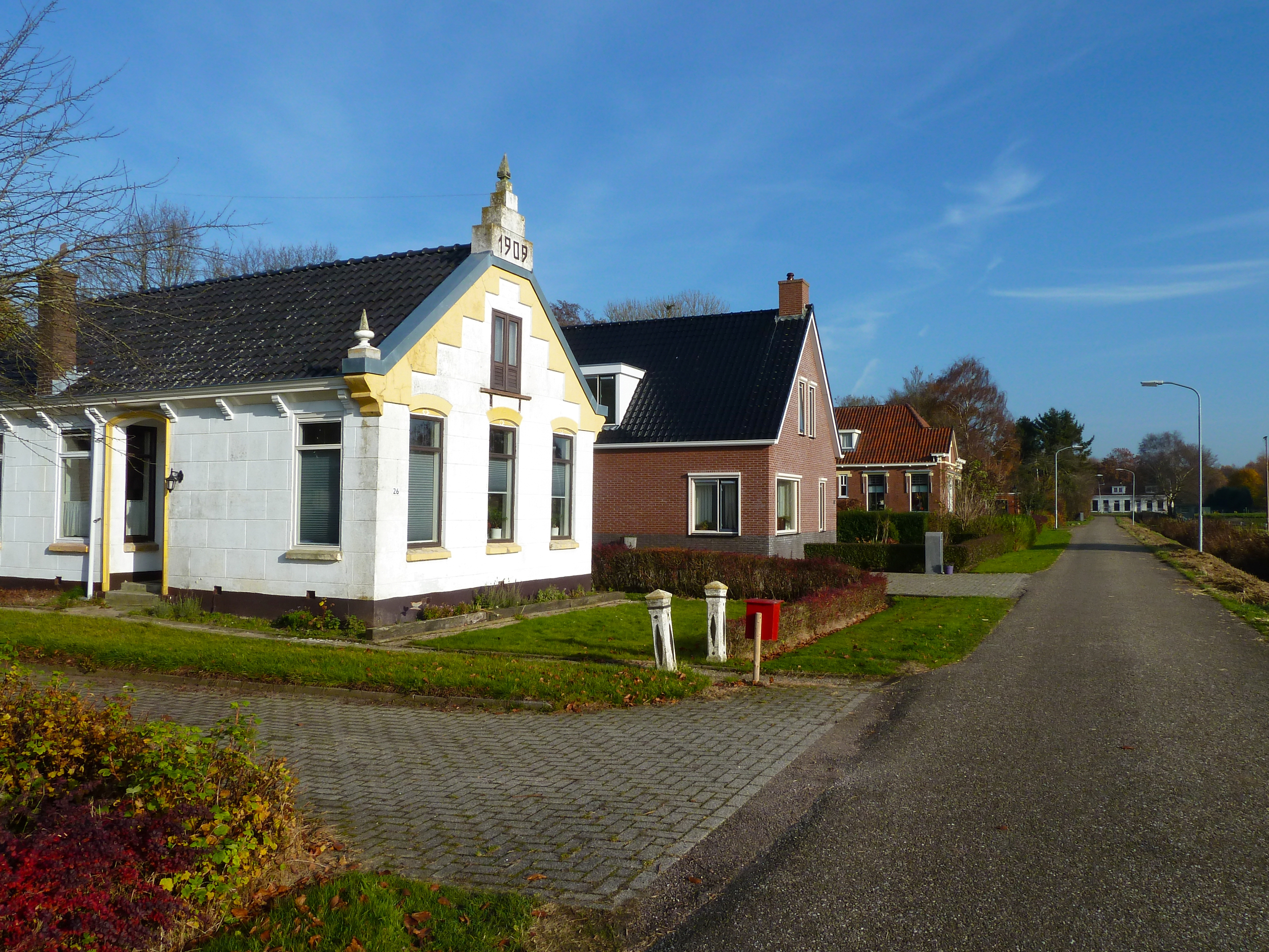
Woningen langs de Woudbloemlaan

Woudbloem ligt aan de Scharmer Ae. Ten oosten van het gehucht stroomt de Slochter Ae. Beide riviertjes vormen restanten van de Fivel. Ten noorden van Woudbloem, bij Schaaphok, stromen beide riviertjes uit in het Slochterdiep. Ten noorden van het Slochterdiep zet de loop zich voort als de Woltersumer Ae.
Het gebied waar het streekje ligt was tot aan het einde van de negentiende eeuw een ruig, ontoegankelijk deel van het dorp Slochteren, dat vooral als hooiland en voor het winnen van baggerturf werd gebruikt. Een restant van de turfwinning is het 'Bakkersgat', ontstaan uit een aantal petgaten ten oosten van de Hooilandseweg. Pas rond 1900 werd een begin gemaakt met de systematische ontginning. Ongeveer 545 hectare werd eerst met behulp van watermolens en vervolgens van locomobielen drooggemalen en in cultuur gebracht. In dezelfde periode werd vooral met behulp van werklozen ook het nabijgelegen Scharmer Hooiland in cultuur gebracht door Hoogezandster Uco Reinders, directeur van Landontginningsmaatschappij "Cunrau". Rondom werden de Nieuwe Rijpmapolder, Scharmer Kloosterpolder, Rozenburgermolenpolder en de Scharmer-Oostpolder. De Rijpmapoldermolen, de watermolen van de Nieuwe Rijpmapolder, herrees in 1911 als De Hoop bij Roodkerk en werd in 1996 op schaal nagebouwd in de tuin van Woudbloemlaan 16/A. In 1972 werden alle watermolens, onderbemalingen en een 13-tal gemalen vervangen door een nieuw gemaal bij Woudbloem dat aanvankelijk werd aangedreven door twee 300 pk Brons-dieselmotoren en met vijzels met een doorsnede van ruim 3,5 meter. Tegenwoordig wordt het gemaal standaard aangedreven door een elektromotor en wordt bij hoogwater ook een dieselmotor ingezet. Het gemaal reguleert de waterstand in een gebied van 5700 hectare.
In 1982 werd de ruilverkaveling 'Harkstede' doorgevoerd, waarbij ruim 5800 hectare land werd herverkaveld. De gemiddelde perceelsoppervlakte verdubbelde bijna van bijna 3 naar bijna 6 hectare. Ook werd ten oosten van Woudbloem 520 hectare natuurgebied aangelegd rond de Scharmer Ae en de Slochter Ae. Het meest zichtbare element van de ruilverkaveling zijn de moderne melkveehouderijen aan de Goldbergweg. In 2005 werd natuurgebied Ae's Woudbloem aangelegd als onderdeel van het landinrichtingsproject Midden-Groningen, een halfopen moerasgebied dat onderdeel vormt van de ecologische hoofdstructuur van Nederland. In 2010 werd begonnen met de aanleg van het Dannemeer, dat de belangrijkste schakel moet vormen van de ecologische hoofdstructuur tussen het Slochterdiep en het Schildmeer.
Het inwoneraantal van het dorpje daalde na de sluiting van de aardappelmeelfabriek De Woudbloem van 173 in 1930 tot 128 in 1980. Daarop bleef het inwonertal min of meer stabiel tot 2005 (120 inwoners). Daarna daalde het inwonertal echter tot 99 in 2009. Tegenwoordig (2023) telt Woudbloem 105 inwoners.

## Geschiedenis

### Aardappelmeelfabriek

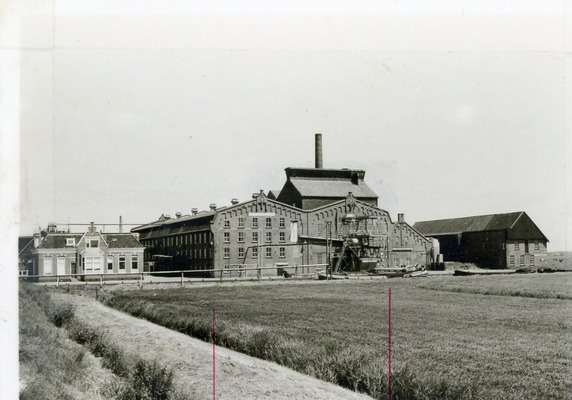
De Woudbloem, jaren 60

In 1904 werd in opdracht van een aantal boeren aan de Scharmer Ae een coöperatieve aardappelmeelfabriek gebouwd die De Woudbloem werd genoemd. Deze fabriek werd met name opgezet in reactie op de handelwijze van het W.A. Scholtenconcern, dat zelf de prijs bepaalde. De boeren wilden met deze fabriek zelf de prijs kunnen bepalen. De fabriek werd gebouwd op een centrale plek, waar verschillende waterwegen samenkwamen en waar de provincie net besloten had tot ontginning van de gronden. Op deze wijze konden de boeren hun aardappelen er eenvoudig heen vervoeren per schip tijdens de aardappelcampagne. De fabriek werd ontworpen door de Ulrumer architect Geert Wierenga. 
De herkomst van de naam van de fabriek en daarmee van het latere gehucht is onbekend. K. ter Laan stelt dat het een 'dichterlijke naam'  was, mogelijk een toespeling op bloeiende aardappelen en op de streeknaam Duurswold.
De plannen voor de bouw stuitten op bezwaren van logementhouders aan het Schildmeer en van vissers. Zij vreesden dat het water vervuild zou raken, waardoor vissterfte zou optreden en het water niet meer geschikt zou zijn als drinkwater voor het vee. Deze bezwaren leidden tot weigering van de bouwaanvraag. Nadat besloten werd tot de aanleg van zuiveringsbekkens achter de fabriek werd hetzelfde jaar alsnog een hinderwetvergunning afgegeven voor de fabriek. Een jaar later bleek er toch te veel vervuiling en werd de vergunning ingetrokken, maar na nieuwe waterzuiveringsmaatregelen werd de vergunning opnieuw verleend in 1906. In 1908 werd een dextrinefabriek bijgebouwd. Tijdens de campagne bood de fabriek werk aan honderden mensen.
In 1943 werd in Woudbloem gedurende twee dagen een van de april-meistakingen tegen de Duitse bezetter georganiseerd. Als represaille werden door de Duitsers op 4 mei 1943 drie stakers doodgeschoten; Eisso Kleefsman, Hermannus Kleefsman en Egbert Thoma. In 1946 werd een monumentje bij Woudbloem geplaatst ter nagedachtenis aan hen.
Nadat bleek dat de fabriek een te kleine basis had werd in 1966 besloten tot de sluiting van De Woudbloem. Na de aardappelcampagne van 1967 sloot de fabriek haar deuren. In 1973 werd de schoorsteen gesloopt. Op het voormalige fabrieksterrein werd in 1978 een watersportcentrum gevestigd met een jachthaven en een werf. Hiertoe werden in 1982 de hoofdgebouwen van de fabriek gesloopt. Het enige wat nog resteert van de fabriek zijn een loods, de voormalige huizen van de boekhouder en de directeur en een tiental blokwoningen aan het water naast de fabriek: de Tienborg.

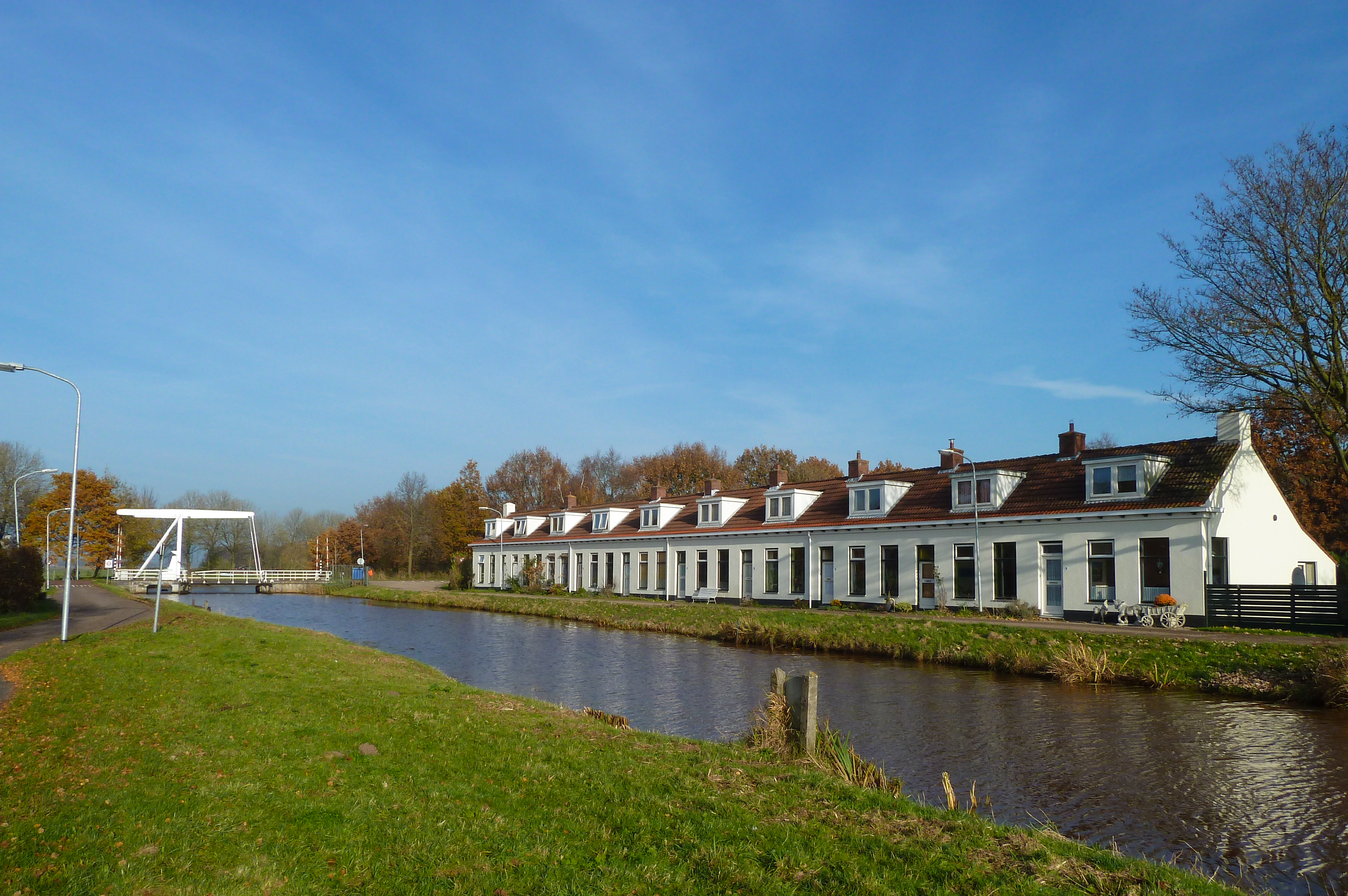
De Tienborg met op de achtergrond de klapbrug over de Scharmer Ae

### Arbeiderswoningen
Architect Wieringa ontwierp bij de bouw van de fabriek ook een rij van tien blokwoningen, die werden gebouwd in 1906. Deze woningen worden de Tienborg genoemd of (naar analogie van het armenhuis) de Lange Jammer. De woningen waren bedoeld voor het vaste personeel. De bewoners mochten niet verhuizen zolang ze voor de fabriek werkten. Zodra ze ontslagen waren moesten ze de huizen verlaten. Toen de fabriek in 1968 sloot, trokken de bewoners weg.
Vanaf 1970 werden de woningen gekraakt door met name studenten uit de stad Groningen. Rond 1977 organiseerden zij concerten met bands als Herman Brood and his Wild Romance, Hanneke Kappen met Wild Honey, The Streetbeats en Phoney and the Hardcore. In december 1977 werden fabriek en het woningcomplex verkocht aan de eigenaar van het latere watersportcentrum. Hierop volgde een jarenlang conflict tussen de verhuurder en de huurders over rechten en plichten. In 1984 verkocht het watersportcentrum de huizen aan Stichting Woningbouw Slochteren, die de huizen daarop liet renoveren en ze aan de buitenzijde wit liet pleisteren. Er worden sindsdien een- en tweepersoonshuishoudens gevestigd. In 2017-2018 werden de tien huizen onderworpen aan een versterkingsoperatie die noodzakelijk werd geacht door de gaswinning in het aardgasveld van Slochteren, waartoe Woudbloem behoort.  
Ten westen van Woudbloem werd rond 1920 door de woningstichting een rijtje van zeven woningen gebouwd voor grote gezinnen. Omdat er altijd wel ergens een kind huilde kwam het buurtje in de loop der tijd bekend te staan als 'Tranendal'. Van de zeven woningen resteren vijf, die in 1994 werden verkocht aan de toenmalige bewoners.

### School

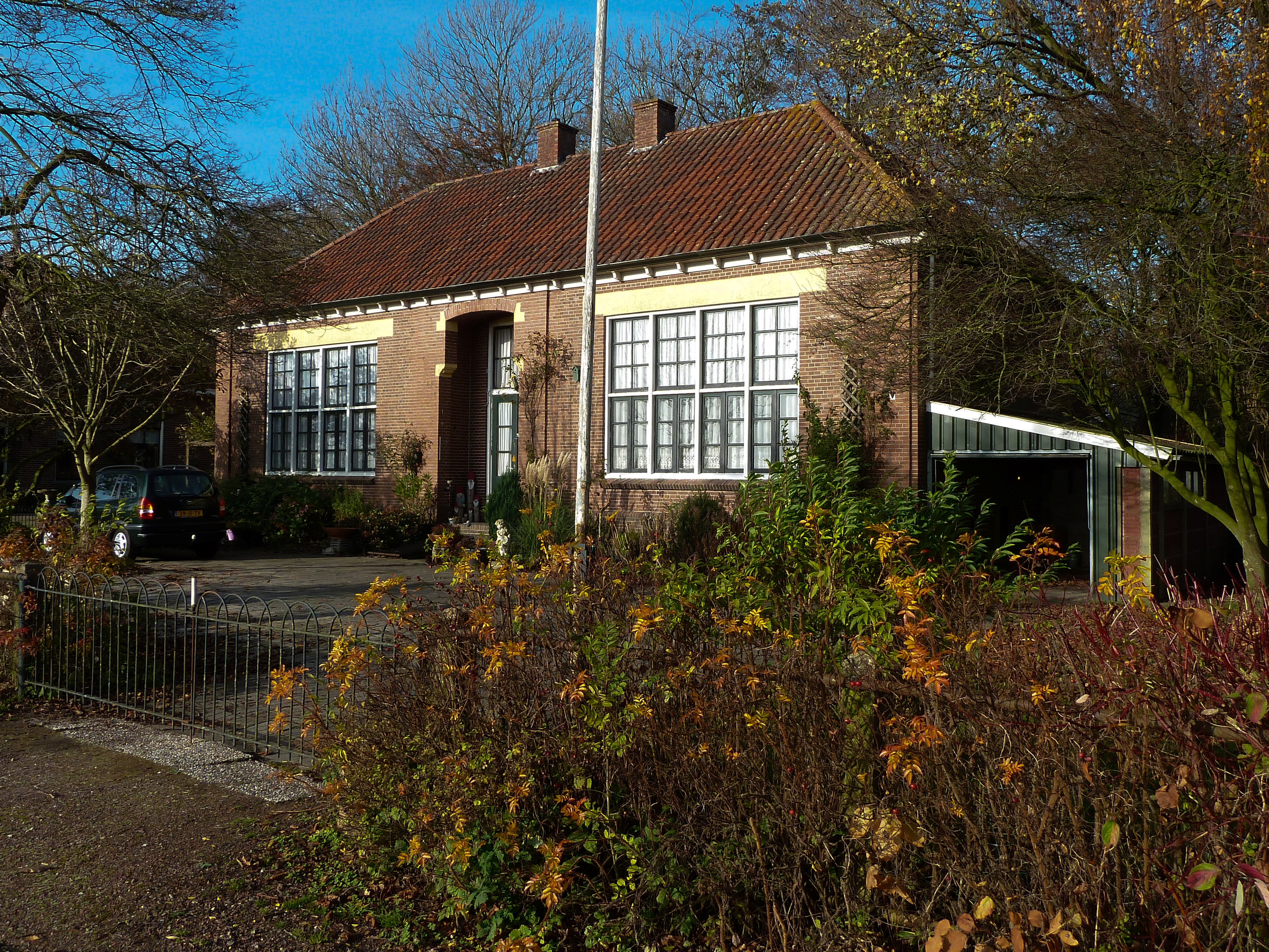
Voormalige school van Woudbloem

Na de bouw van de fabriek gingen stemmen op om een school op te richten, die in 1909 uiteindelijk werd geopend. De school verzorgde tijdens de aardappelcampagne ook onderwijs voor veel schipperskinderen. In de winter werd in de avonduren onderwijs gegeven aan mensen die niet meer leerplichtig waren. Veel van deze mensen hadden daarvoor nooit onderwijs genoten. De school heeft nooit veel leerlingen gehad en vanaf 1934 werd daarom ook meerdere malen gekeken of de school wel bestaansrecht had. Belangrijke redenen om de school in stand te houden waren dat de plek zeer afgelegen was, verbindingen naar andere scholen bij slecht weer zeer slecht waren en dat schipperskinderen er terechtkonden. Na de sluiting van de fabriek en het vertrek van een gezin met 16 kinderen bleek het lot van de school echter bezegeld: In 1969 sloot de school haar deuren.

### Café 't Hemeltje
Bij de Scharmer Ae was vroeger een overzetje tegenover de herberg 't Hemeltje, die hier omstreeks 1840 is gebouwd. De naam komt ook elders in Nederland voor. Men heeft daaruit wel willen afleiden dat zich op deze plek in de middeleeuwen een bidkapelletje bevond. K. ter Laan vermoedde dat dit te maken had met een voetpad van Groningen naar het oosten dat alleen 's zomers begaanbaar was: "Men moest bij de Scharmer IJ [sic] overgezet worden. En daar stond toen een arke, een bidkapel. Dat er een herberg naast kwam, is geen al te groot wonder". Bewijzen hiervoor ontbreken.
De herbergier was ook verantwoordelijk voor de bediening van de in 1906 gebouwde draaibrug over de Scharmer Ae, die in 1927 werd vervangen door een tweedehands draaibrug uit Ellerhuizen. Bij het café bevond zich ook een kruidenierszaakje. In 1956 werd de weg over de Scharmer Ae verhard en hernoemd van Woudbloemweg naar Woudbloemlaan. De draaibrug werd toen vervangen door een klapbrug. In 1958 werd ook de weg langs de Scharmer Ae verhard. Een jaar later werden de draaibrug en het café gesloopt. Het café werd voortgezet in een ander pand, maar sloot in 1971, na de sluiting van de fabriek, definitief de deuren.
In het café was ook de dorpsvereniging gevestigd, die vervolgens werd ondergebracht in de oude school, die werd omgedoopt tot Dorpshuis 't Proathoes. Later werd de oude kantine van de fabriek voor dit doel gebruikt. Tegenwoordig heeft het dorpje geen dorpshuis meer.
Een verkleinde kopie van het het oorspronkelijke café werd - samen met een model van de Rijpmapoldermolen - gebouwd in de tuin van Woudbloemlaan 16, waar op hoogtijdagen opnieuw een café onder deze naam is geopend.

## Spookverhaal
K. ter Laan verhaalt over een zekere Geert Logge, die na zijn dood geen rust kon vinden, omdat hij zoveel leugens had verteld. Maar hij had ook voorspeld: 
... dat het Hooiland nog eens best bouwland zou worden. En nu moest hij daar elke avond lopen, om te zien of 't ook waar werd wat hij zei. Altijd het zelfde pad langs door die grote wildernis van poelen en plassen, bossen en struiken, gagel en riet. Totdat hij aan de Slochter IJ [sic] kwam, dichtbij 't Hemeltje; daar bleef hij staan vóór de IJ [sic]; geesten gaan nooit over water. En dan keerde weerom; 't pad was duidelijk te zien in 't blauwgras.
Twee hooimaaiers die wilden hem plagen door het pad met hun tentje te blokkeren, deden geen oog dicht: Geert bleef de hele macht voor hun tentje staan, omdat hij niet van zijn pad mocht afwijken. N.B.: Slochter IJ is geen schrijffout, maar de naam van het watertje in het Gronings.

## Aardbeving
Woudbloem ligt in het Groningse aardgaswinningsgebied, waar regelmatig aardbevingen voorkomen. Op 30 december 2014 vormde Woudbloem het epicentrum van een aardbeving met een kracht van 2,8 op de schaal van Richter, die in en rond het dorp leidde tot honderden schademeldingen.